# صابون‌چی (زاقاتالا)
صابون‌چی (به لاتین: Sabunçu) یک منطقه مسکونی در جمهوری آذربایجان است که در شهرستان زاقاتالا واقع شده است.